# Маня Вапцарова
Маня Вапцарова е българска художничка.

## Биография
Родена е на 11 юни 1961 г. в София. През 1980 г. завършва ССХУ за приложни изкуства – София, специалност „Художествена обработка на текстил“, а през 1986 г. – графика във Висшия институт за изобразително изкуство „Николай Павлович“.
Живее и работи в София. Изявява се основно в областта на сухата игла и офорта, но и на живописта. Една от малкото авторки на екслибрис в съвременното българско изкуство.
От 2024 е зам.-декан на Факултет за приложни изкуства и дизайн, НХА

## Награди
- 1987 – Биенале на графиката – Варна, България
- 1989 – Биенале на графиката – Люблин, Полша
- 1989 – Награда за графика – ОХИ „Екология-89“
- 2016 – Награда на журито „Enter into Art“ 2016, Кьолн, Германия

## Самостоятелни изложби
- 1988 – София, България
- 1989 – София, България
- 1990 – Созопол, България
- 1992 – София, България
- 1994 – Кремс, Австрия
- 1999 – Варна, България
- 2000 – София, България
- 2005 – София, България
- 2009 – Ерфурт, Германия
- 2010 – Самостоятелна изложба живопис „Подир птицата Божия“ в галерия „Феста“
- 2010 – Изложба графика и рисунка – Айзенах, Германия
- 2011 – Самостоятелна изложба инсталация „Вертикали – убежища на светлината“ в галерия „Алма матер“ СУ „Св. Климент Охридски“
- 2015 – Самостоятелна изложба инсталация „Отразена повърхност“ в галерия „Алма матер“ СУ „Св. Климент Охридски“
- 2015 – Самостоятелна изложба живопис „Отвъд видимото“ в галерия Арт Алея
- 2024 – София, галерия „Стубел“, „Хроники на съзерцанието“ рисунка, графика, видеоинсталация

## Творби в колекции
Галерии и частни колекции в Австралия, Австрия, Белгия, България, Германия, Италия, Полша, Португалия, САЩ, Словакия, Сърбия, Унгария, Франция, Чешка република, Швеция, Япония  